# گذرنامه بلژیکی

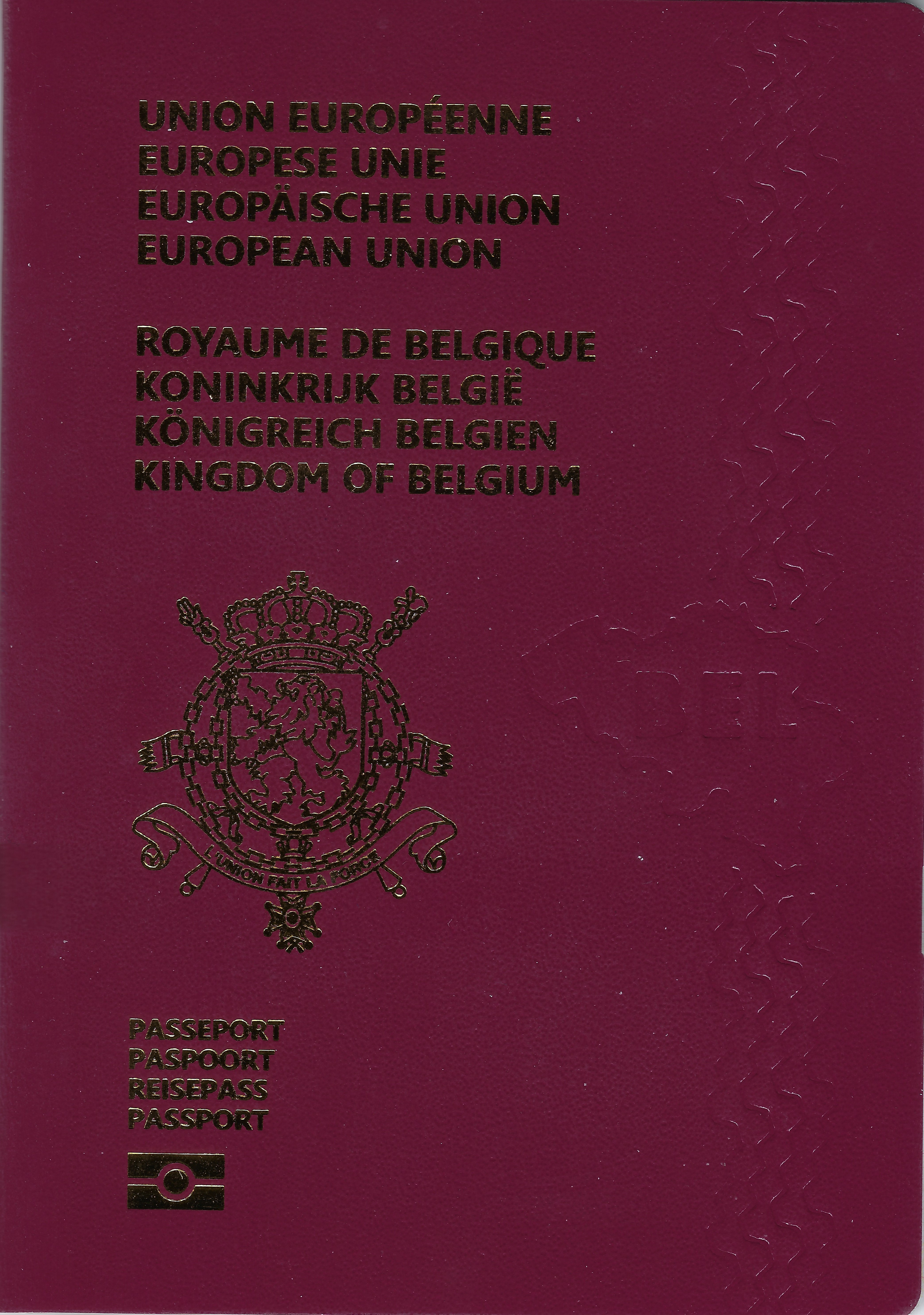
نمایی از یک‌نسخه گذرنامهٔ بلژیکی در سال ۲۰۲۲

گذرنامهٔ بلژیکی یک مدرک سفر بین‌المللی است که توسط کشور بلژیک صادر می‌شود و بنا بر داده‌های سال ۲۰۲۳، دارندگان آن می‌توانستند به ۱۸۸ کشور دیگر بدون دریافت ویزا سفر کنند یا ویزا را در بدو ورود دریافت نمایند. این گذرنامه بر اساس رتبه‌بندی شاخص گذرنامهٔ هنلی در سال ۲۰۲۳ در رتبهٔ ۵ قرار داشت.